# 차아얼중
"차아얼중"(중국어: 茶啊二中, 병음: chá a èr zhōng, 한자음: 차아이중; 영어: Oh My School!)은 중국의 스트리밍 사이트 위주로 방송되는 어린이 웹 애니메이션이다. CGI를 통하여 만들어진 3D 애니메이션으로 옌카이가 감독으로 참여했으며, 여러 시즌과 스핀오프 애니메이션으로 나누어져 있다. 
2023년 7월 14일에 동명의 애니메이션 영화가 상영되었으며, 해당 영화에서 "몸 바꾸기"(영어: body swap) 소재가 가공의 교사 캐릭터와 가공의 학생 캐릭터의 영혼이 바뀜으로써 일어난다. 해당 극장판은 본편과 마찬가지로 CGI를 통하여 제작된 3D 애니메이션이다. 배경은 3명의 제작진이 거주하였던 중화인민공화국의 창춘시이며, 제목의 모티브는 해당 도시가 '창춘'이기 이전에 사용되었던 명칭인 '차아충(茶啊冲)'이다. 극장판에서는 이 도시를 배경으로 하였음이 애니메이션 속 장면에서 나타난다.

## 제작
본래 제작사는 코미디 장르인 차아얼중 대신 판타지물을 시도하려고 하였으나, 대신 "학원 코미디물" 작품을 제작하기로 선택하였다. 이러한 아이디어는 제작자가 "우연하게도" 학교를 주제로 한 이야기를 꺼냄으로써 시작되었다.

## 에피소드 목록
본편은 1기를 제외하고 최소 2분 이상의 분량, 스핀오프 시리즈는 1분 정도의 분량을 가지고 있다.

### 본편
| 시즌 | 시즌 | 회수 | 방송 날짜       | 방송 날짜        |
| 시즌 | 시즌 | 회수 | 시즌 시작       | 시즌 종료        |
| ---- | ---- | ---- | --------------- | ---------------- |
|      | 1    | 10   | 2014년 9월 3일  | 2014년 11월 5일  |
|      | 2    | 10   | 2015년 8월 17일 | 2015년 10월 19일 |
|      | 3    | 10   | 2016년 8월 29일 | 2016년 10월 31일 |
|      | 4    | 13   | 2018년 3월 27일 | 2018년 6월 19일  |

### 스핀오프
보통 초 단위~분 단위로 연재되는 무작위 단편 에피소드들을 모은 작품들(短视频系列), "바바바(叭叭叭)", 극중 캐릭터가 진행하는 "통쾌함 (嘎嘎以嘎斯)", 단순화된 모델링을 사용하는 "미니 프로그램 (泡面番)"으로 나뉜다.
- 단편 - 155회[9]
- 바바바 - 20회
- 통쾌함 - 18회
- 미니 프로그램 - 20회

### 내용주
1. ↑  극장판 영어 제목